# Zielenice (Borów)

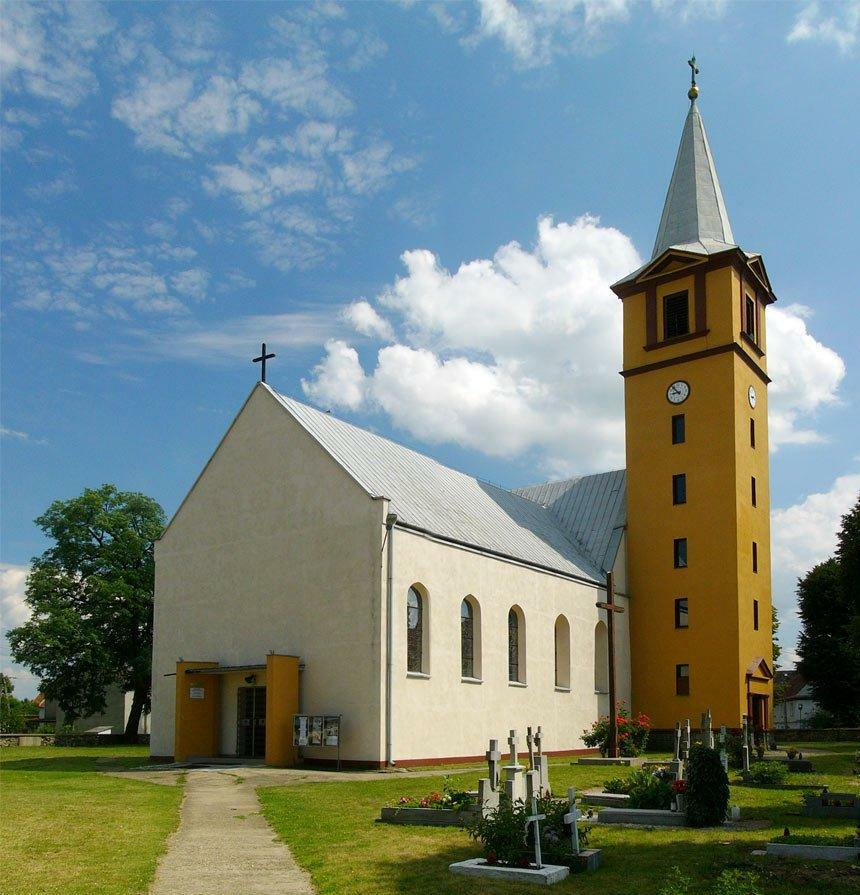
Pfarrkirche St. Johann Nepomuk

Zielenice (deutsch Grünhartau, auch Grün-Hartau, vormals auch Hartau) ist ein Ort in der Landgemeinde Borów (Markt Bohrau) im Powiat Strzeliński (Kreis Strehlen) in der Woiwodschaft Niederschlesien in Polen.
Nachbarorte sind Grzegorzów (Grögersdorf) im Westen, Bierzyn (Bärzdorf) im Osten und Kępino (Kampen) im Norden.

## Geschichte
Die Ersterwähnung von Hartau erfolgte 1282. 1376 nennt eine Urkunde des Kardinals Johann, einen „Rector ecclesie in majori Hartha“. Der Name lässt auf eine deutschrechtliche Besiedlung schließen. 1499 erscheint das Dorf unter der Schreibweise „Gruenhardte“. Politisch gehörte Grünhartau seit 1311 zum piastischen Herzogtum Brieg, das seit 1329 ein Lehen der Krone Böhmen war und 1675 durch Heimfall an den böhmischen Landesherren zurückfiel. Nach dem Ersten Schlesischen Krieg fiel Grünhartau mit den größten Teil Schlesiens an Preußen. Grundherr war im 16. Jahrhundert die Familie von Niemitz, darunter 1648 Wolfram Dietrich von Niemitz auf Grünhartau und Pudigau. Grün- und Dürr-Hartau bildeten früher eine Herrschaft die 1783 Hans Graf von Sandrezky besaß. 1827 erwarb die örtliche Gemeinde das Dominum. Der Kaufpreis betrug 44.000 Reichstaler. Bis 1932 gehörte Grünhartau zum Landkreis Nimptsch und darauf bis 1945 zum Landkreis Strehlen. 1845 zählte Grünhartau 89 Häuser, ein herrschaftliches Vorwerk, eine Freischoltisei der Familie Rudolph, 597 Einwohner (fünf katholisch und der Rest evangelisch), eine evangelische Pfarrkirche mit Pfarrwidum unter dem Patronat der Gemeinde als Besitzerin des Dominiums, eine evangelische Schule mit einem Lehrer, katholische Kirche zu Deutsch-Lauden (Parochie Bohrau), eine Windmühle, eine Ölmühle, 19 Handwerker und sieben Händler. Als Folge des Zweiten Weltkriegs kam Grünhartau mit dem größten Teil Schlesiens 1945 an Polen. Nachfolgend wurde es in Zielenice umbenannt. Die einheimische deutsche Bevölkerung wurde – soweit sie nicht schon vorher geflohen war – bis Oktober 1947 vertrieben. Die neu angesiedelten Bewohner stammten teilweise aus Ostpolen, das an die Sowjetunion gefallen war.

## Sehenswürdigkeiten
- Römisch-katholische Pfarrkirche St. Johann Nepomuk, 1335 erstmals erwähnt, seit ca. 1530 evangelisch, nach der Wegnahme der Parochie Karzen von 1701 bis 1705 als Zufluchtskirche erweitert. In der Außenmauer befinden sich Grabsteine von französischen Templern. Zur evangelischen Parochie waren gepfarrt: Grünhartau, Glosenau, Reisau, Gastgemeinden: Roßwitz, Manze und Kampen,[5] nach 1945 zur katholischen Pfarrkirche hl. Johannes Nepomuk umgewidmet.
- Ehemaliger deutscher Friedhof mit Grabstein der Familie Rudolph aus dem 19. Jahrhundert